# الیه دوته
الیه دوته (انگلیسی: Élie Doté؛ زادهٔ ۹ ژوئیه ۱۹۴۸) یک سیاست‌مدار اهل جمهوری آفریقای مرکزی است.